# 真滝村
真滝村（またきむら）は、1948年（昭和23年）まで岩手県西磐井郡にあった村。現在の一関市真滝地区（真柴・滝沢・狐禅寺・三関など）にあたる。村会で村名を決するにあたり、各地区の頭文字を取り「真孤滝村」との案が有ったが、呼びにくいので「真滝村」と命名した。

## 地理

### 自然
- 河川：北上川、磐井川など

## 沿革
- 1875年（明治8年）10月17日 - 水沢県による村落統合にともない、鬼死骸村と牧沢村が合併して真柴村となり、一関村・二関村・三関村が合併して一関村となる。
- 1889年（明治22年）4月1日 - 町村制施行にともない、真柴村・滝沢村・狐禅寺村および一関村のうち旧三関村域が合併して真滝村が発足。
- 1890年（明治23年）東北本線開通
- 1898年（明治31年）12月 - 新築役場竣工
- 1907年（明治40年）4月1日 - 真滝駐在所設置（三関）
- 1912年（大正元年）4月1日 - 消防組の組織
- 1925年（大正14年） - 大船渡線（一ノ関～摺沢間）開通、真滝駅開業、
- 1947年（昭和22年）3月10日 - 真滝中学校創立
- 1948年（昭和23年）3月10日 - 真滝農業協同組合設立総会
- 1948年（昭和23年）4月1日 - 一関町・山目町・中里村と合併して一関市となる。

## 経済

### 第一次産業
- 農業（畑作、稲作、畜産、酪農）[2]
- 漁業[2]
- 鉱業 - 亜炭の需要が高まったことにより、1935年から各地の炭鉱で掘られていた[3]。

藩政時代より紙すきが盛んであり、昭和13年真滝駅前に紙市が立った。真滝紙市は毎月4,14,24日に生産者仲買人20人位で賑わった。昭和27年ころまで続いた。

### 職業別戸数調[5]
| 職業     | 農業 | 鉱業 | 工業 | 商業 | 交通業 | 公務自由業 | 家事使用人 | 其他の諸業 | 無職 | 計  |
| -------- | ---- | ---- | ---- | ---- | ------ | ---------- | ---------- | ---------- | ---- | --- |
| 昭和18年 | 540  | 75   | 2    | 15   | 10     | 40         | 0          | 67         | 0    | 749 |
| 昭和19年 | 560  | 80   | 2    | 14   | 12     | 45         | 0          | 146        | 0    | 859 |
| 昭和20年 | 600  | 123  | 3    | 13   | 17     | 50         | 0          | 153        | 0    | 959 |
| 昭和21年 | 617  | 140  | 3    | 13   | 17     | 52         | 0          | 148        | 0    | 990 |
| 昭和22年 | 640  | 142  | 5    | 13   | 17     | 59         | 0          | 120        | 0    | 996 |

## 行政

### 歴代村長[6]
| 代 | 氏名         | 就任                       | 退任                       | 備考 |
| -- | ------------ | -------------------------- | -------------------------- | ---- |
| 1  | 板橋渉       | 1889年（明治22年）6月13日  | 1893年（明治26年）4月1日   | 1期  |
| 2  | 熱海懿       | 1893年（明治26年）7月1日   | 不明                       | 8期  |
| 3  | 渡辺養三郎   | 1921年（大正10年）8月23日  | 1923年（大正12年）12月16日 | 1期  |
| 4  | 小野寺登     | 1922年（大正13年）1月16日  | 1928年（昭和3年）3月28日   | 1期  |
| 5  | 渡辺養三郎   | 1928年（昭和3年）3月29日   | 1935年（昭和10年）10月11日 | 1期  |
| 6  | 佐々木隆之進 | 1935年（昭和10年）10月16日 | 1939年（昭和14年）10月15日 | 1期  |
| 7  | 小野寺登     | 1939年（昭和14年）10月16日 | 1943年（昭和18年）10月15日 | 1期  |
| 8  | 佐々木隆之進 | 1943年（昭和18年）10月25日 | 1946年（昭和21年）7月18日  | 1期  |
| 9  | 佐藤勘治     | 1946年（昭和21年）7月19日  | 1947年（昭和22年）2月12日  | 1期  |
| 10 | 石川佐助     | 1947年（昭和22年）4月5日   | 1948年（昭和23年）3月31日  | 1期  |

## 警察
真滝村は一関警察署の直轄区域だったが、1907年（明治40年）4月1日に真滝駐在所が設けられた。（明治40年岩手県告示第十五号）

## 教育

### 小学校
1872年（明治5年）の学制発布時、村塾を公立学校と認めた。
- 狐禅寺塾　笠原三安教授
- 滝沢塾　　佐々木某教授
- 鬼死骸熟　新沼隆教授
- 牧沢塾　　伊藤清徳教授

1873年（明治6年）学制により小学校設置。
- 第八大学区第二十一中学区　狐禅寺小学校　（修業年限四ヶ年）　西光寺
- 第八大学区第二十一中学区　滝沢小学校　　（修業年限四ヶ年）　長寿寺
- 第八大学区第二十一中学区　鬼死骸小学校　（修業年限四ヶ年）　新沼隆宅
- 第八大学区第二十一中学区　牧沢小学校　　（修業年限四ヶ年）

1879年（明治12年）教育令により改正。
- 公立狐禅寺小学校
- 公立滝沢小学校
- 公立真柴小学校

　　（修業年限初等科三年、中等科四ヶ年、高等科二ヶ年）
　本村には中等科を置かざるも随意修るものありたり
1886年（明治19年）小学校令発布、翌年より実施。
- 狐禅寺尋常小学校　公文書の誤記にて尋常小学校の指定（修業年限三年）
- 滝沢簡易小学　　　簡易小学は「校」の字は無きを正　（修業年限三年）
- 真柴簡易小学

1890年（明治23年）改正小学校令により。
- 狐禅寺尋常小学校　（修業年限四ヶ年）
- 滝沢尋常小学校
- 真柴尋常小学校

### 中学校
- 真滝村立真滝中学校
- 真滝村立狐禅寺中学校

## 交通

### 鉄道
- 国鉄
  - 大船渡線：真滝駅
  - 東北本線 - 駅なし

### 道路
- 国道4号

## 郵便
- 1933年（昭和8年）3月16日　蜂谷富之助（初代郵便局長）の届出、許可を受け

　真滝村大字滝沢字館下８－２に真瀧郵便取扱所を開業
- 1940年（昭和15年）3月11日　真瀧郵便局に改名
- 1949年（昭和24年）11月1日　真滝郵便局に改名

## 信仰

### 神社
村社は以下の通り。
- 滝神社　　真滝村社、旧滝沢村村社
- 白山神社　旧三関村村社
- 鹿島神社　旧鬼死骸村社
- 稲荷神社　旧弧禅寺村社
- 八幡神社　旧牧沢村社

### 寺院
檀家は以下の通り。
- 曹洞宗　正洞院　旧鬼死骸村
- 曹洞宗　願成寺　旧牧沢村
- 曹洞宗　常光寺　旧三関村村
- 曹洞宗　西光寺　旧弧禅寺村
- 曹洞宗　長寿寺　旧滝沢村

## 出身有名人

### 政治家
- 菅原佐平 - 海軍軍医（中将）・一関市長
- 小野寺喜得 - 一関市長